# ATP Pinehurst
Das ATP-Turnier von Pinehurst (offiziell USTA Clay Court Classic) ist ein ehemaliges US-amerikanisches Herrentennisturnier, das in Pinehurst, North Carolina im Freien auf Sandplatz ausgetragen wurde.

## Geschichte
Das Turnier löste das USTA Men’s Clay Courts of Tampa, das in Tampa, Florida ausgetragen wurde, ab. In der Saison 1995 war Pinehurst dann der Austragungsort der US Men’s Clay Court Championships, das über 100 Jahre hinweg in immer wieder sich ändernden Orten stattfand. Das Turnier lief in beiden Austragungsorten, Tampa und Pinehurst, im Rahmen der ATP World Series, der Vorgängerserie der ATP Tour 250.

## Siegerliste
Den Wettbewerb in Tampa gewann Jaime Yzaga zweimal, womit er Rekordsieger ist.

### Einzel
| Austragungsort | Jahr | Sieger          | Finalgegner        | Finalergebnis |
| -------------- | ---- | --------------- | ------------------ | ------------- |
| Pinehurst      | 1994 | Jared Palmer    | Todd Martin        | 6:4, 7:65     |
| Tampa          | 1993 | Jaime Yzaga (2) | Richard Fromberg   | 6:4, 6:2      |
| Tampa          | 1992 | Jaime Yzaga (1) | MaliVai Washington | 3:6, 6:4, 6:1 |
| Tampa          | 1991 | Richey Reneberg | Petr Korda         | 4:6, 6:4, 6:2 |

### Doppel
| Austragungsort | Jahr | Sieger                         | Finalgegner                  | Finalergebnis |
| -------------- | ---- | ------------------------------ | ---------------------------- | ------------- |
| Pinehurst      | 1994 | Todd Woodbridge Mark Woodforde | Jared Palmer Richey Reneberg | 6:2, 3:6, 6:3 |
| Tampa          | 1993 | Todd Martin Derrick Rostagno   | Kelly Jones Jared Palmer     | 6:3, 6:4      |
| Tampa          | 1992 | Mike Briggs Trevor Kronemann   | Luiz Mattar Andrei Olchowski | 7:6, 6:7, 6:4 |
| Tampa          | 1991 | Ken Flach Robert Seguso        | David Pate Richey Reneberg   | 6:7, 6:4, 6:1 |